# Cave de Tain
La Cave de Tain aussi appelée Cave de Tain l'Hermitage, est une cave coopérative spécialisée dans les vins d'appellations d'origine contrôlée issus du vignoble de la vallée du Rhône septentrionale, Hermitage, Crozes-hermitage, Saint-péray, Cornas et Saint-Joseph, dont elle représente près de la moitié de la production,. Elle récolte et vinifie la production viticole de 260 associés coopérateurs.

## Histoire
En 1933, à l'initiative de Louis Gambert de Loche, une centaine de viticulteurs de la Drôme et des cantons de Tournon, Saint-Félicien, Saint-Péray, La Voulte-sur-Rhône et Lamastre, en Ardèche, créent l'Union des propriétaires de la cave de Tain l'Hermitage pour collecter leurs raisins, les vinifier, et commercialiser les vins produits,.
En 1967, Louis Gambert de Loche décide de laisser ses vignes à la coopérative qui devient ainsi propriétaire de 22 hectares de vignes sur la zone d'appellation Hermitage.
En 2010, la cave lance une gamme de vins biologiques en appellations Saint-Joseph, Crozes-Hermitage, Hermitage et Cornas.
En 2014, la cave réalise d'importants travaux d'aménagement dans le but de s'équiper de petites cuves permettant un travail précis de sélections parcellaires.
En 2016, la cave crée un premier groupement foncier viticole (GFV) pour permettre à des jeunes de s'installer et lutter ainsi contre l'érosion du nombre de ses adhérents. Par la suite, elle crée trois autres GFV. Au total, ce sont 23 ha qui ont été mobilisés par ces quatre GFV et ont permis l'installation de 28 nouveaux coopérateurs. La même année, un restaurant bistronomique "Maison Gambert" ouvre dans la Maison Gambert, propriété de la cave. C'est le chef Mathieu Chartron qui officie aux fourneaux.
En 2022, un incendie détruit partiellement la Maison Gambert et contraint à la fermeture du restaurant. La même année, la cave ouvre la Maison de la Cave de Tain, une boutique située sur la Nationale 7 face à la Cité du chocolat Valrhona.

## Organisation coopérative
La Cave de Tain L'Hermitage compte 260 associés coopérateurs qui cultivent 1 050 hectares de vignes dont elle collecte le raisin.
Les associés coopérateurs se réunissent au moins une fois par an en assemblée générale pour nommer leurs administrateurs et décider de l'affectation du résultat réalisé par la coopérative.
Par ailleurs, une dizaine de commissions d'associés coopérateurs thématiques traitent de problématiques particulières : technique, vendange, communication, Bio, foncier. Il existe en particulier une commission des jeunes chargée de recruter de nouveaux adhérents.
Enfin, un conseil d'administration composé de vingt administrateurs élus est chargé de définir la stratégie de la coopérative. Il désigne en son sein un président et deux vice-présidents, et nomme la direction générale chargée de mettre en œuvre la stratégie et de gérer la coopérative.

## Produits
La Cave de Tain produit chaque année 45 000 hectolitres de vin, majoritairement en appellations d'origine contrôlée (AOC), parmi les cinq appellations qu’elle couvre : Hermitage, Crozes-hermitage, Saint-péray, Cornas et Saint-Joseph,. La seule appellation Crozes-hermitage représente environ 60 % de sa production totale de vin. Sa production représente environ la moitié de la production de vins d'appellations de la vallée du Rhône septentrionale.
Depuis 1985, la cave a relancé la production de vin de paille.
Depuis 2010, elle développe une gamme de vins biologiques.
En 2023, elle lance une production de vin orange.

## Responsabilité sociétale de l'entreprise
Depuis 2009, la cave bénéficie du label RSE dédié au monde du vin, "Vignerons Engagés",.
En 2010, la cave lance une gamme de vins biologiques. En 2021, la cave récolte 50 ha de raisins cultivés en agriculture biologique. Elle prévoit de convertir 25 à 30 % des surfaces de ses associés coopérateurs en Bio d'ici à 2025.

## Distinctions
En 2015, la Cave de Tain l'Hermitage est désignée Coopérative française de l'année par La Revue du vin de France,.